# ディラン・トンビデス
ディラン・トンビデス（Dylan Tombides, 1994年3月8日 - 2014年4月18日）は、オーストラリアの元サッカー選手。マカオで育ち15歳にウェストハム・ユナイテッドFCに入団するまで香港でプレーした。その後ストライカーとしてウェストハムやU-17サッカー代表、U-23サッカー代表で活躍した。

## がん
2011年に行われたFIFA U-17ワールドカップの大会中に薬物検査にて精巣がんが発覚。その後の化学療法で回復し、2012年6月にクラブのトレーニングに復帰。9月にはウィガン・アスレティックFCとのカップ戦にてトップチームデビューを果たした。化学療法はその後も継続されたが、2014年4月18日朝、家族に看取られながら亡くなった。